# 新保一成
新保 一成（しんぽ かずしげ、1961年 - 2019年11月18日）は、日本の経済学者。専門は計量経済学と国際経済学、特にインドの貧困問題。慶應義塾大学教授。

## 経歴
埼玉県立浦和西高等学校を経て、1986年に慶應義塾大学商学部卒業。1991年に慶應義塾大学大学院商学研究科博士課程修了。1997年に慶應義塾大学商学部助教授、2012年に同教授。慶應義塾体育会端艇部部長を務めた。58歳のときに膵癌ステージIVと診断され、2019年に逝去した。

## 著書

### 共著
- （中島隆信・北村行伸・木村福成）『テキストブック経済統計』（東洋経済新報社、2000年）
- （黒田昌裕）『二酸化炭素排出量安定化と経済成長』（東洋経済新報社、1980年）
- （宇沢弘文・国則守生）『地球温暖化の経済分析』（東京大学出版会、1993）

### 学術論文
- 「日本企業の雇用創出と雇用喪失 : 社齢・海外直接投資・研究開発との関連を中心に」『三田商学研究』（慶應義塾大学商学会）42巻5号、1999年.（樋口美雄との共著）。
- 「企業 R&D による労働需要への影響について」『三田商学研究』（慶應義塾大学商学会）41巻4号、1998年.（中島隆信との共著）。
- "Using international and Japanese regional data to determine when the factor abundance theory of trade works." American Economic Review, Vol. 87, No. 3, pp.421-446, 1998. (joint with Donald R. Davis, David E. Weinstein, and Scott C. Bradford)
- "Interindustry effects of productivity growth in Japan: 1960–2000." Journal of the Japanese and International Economies, Vol.19, No.4, pp.568-585, 2005.
- "Prioritizing towards a green export portfolio for India: An environmental input–output approach." Energy Policy, Vol.39, No.11, pp.7036-7048, 2011. (joint with Amrita Goldar and Jaya Bhanot)